# Alojzy Feliński
Alojzy Feliński, född 1771 i Łuck, död 23 februari 1820 i Krzemieniec, var en polsk skald och skolledare.
Feliński lärare i polska språket vid och direktör för gymnasiet i Krzemieniec. Han översatte flera franska diktverk samt skrev sorgespelet Barbara Radziwillovna (1811). Hans mest kända dikt är den polska folkhymnen Boże, coś Polskę ("Polens frihetsbön", översatt av Harald Wieselgren), vilken vid resningen 1861 blev en verklig folksång som av tusentals sorgklädda uppstämdes i kyrkorna och senare införlivades med den europeiska litteraturen. Felińskis samlade arbeten utgavs 1816–21.